# منطقه حفاظت‌شده شاسکوه و اسفدن
منطقهٔ حفاظت‌شدهٔ شاسکوه و اسفدن یک منطقهٔ حفاظت‌شده با مساحت ۷۰۰۶۴ هکتار است که در استان خراسان جنوبی در ایران قرار دارد. این منطقهٔ حفاظت‌شده طبق مصوبهٔ شمارهٔ ۷۴۳ در تاریخ ۹۷/۰۵/۰۱ در فهرست مناطق تحت حفاظت سازمان محیط زیست ایران قرار گرفت.